# Antoni Kozakiewicz

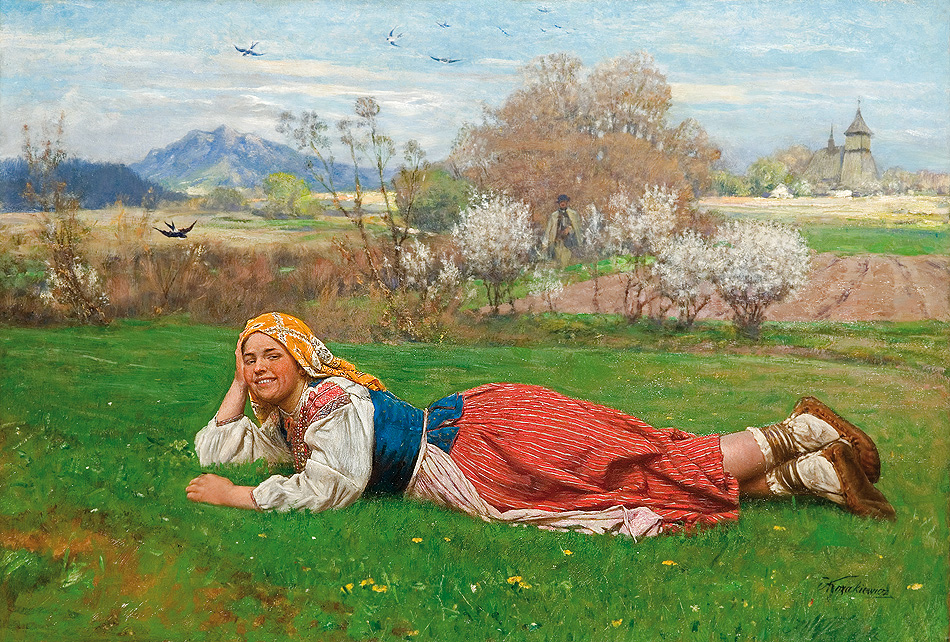
„Frühling“ (poln.: Wiosna), Öl auf Leinwand, vor 1900

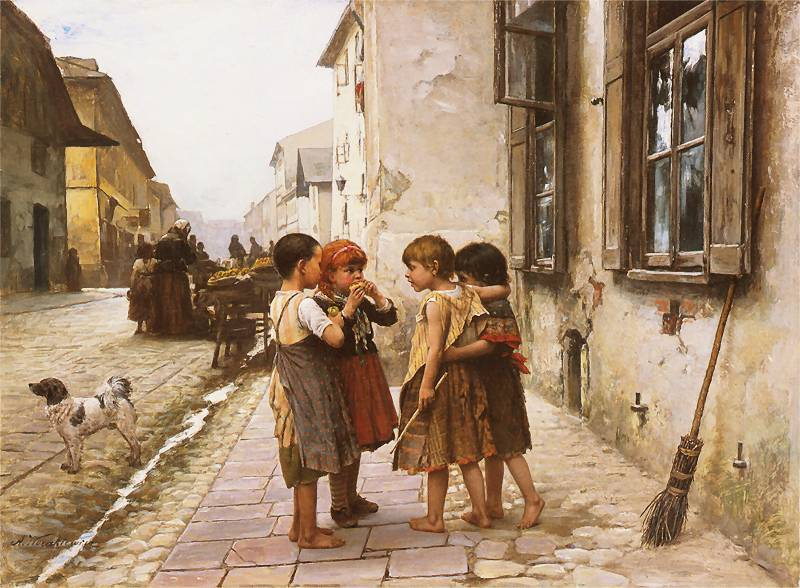
„Auf der Straße“ (poln.: Na ulicy), Öl auf Holz, 1891

Antoni Kozakiewicz (* 1841 in Krakau, Republik Krakau; † 3. Januar 1929 ebenda) war ein polnischer Maler des Realismus.

## Leben
Von 1857 bis 1866 studierte er an der Akademie der Bildenden Künste Krakau unter den Professoren Władysław Łuszczkiewicz und Feliks Szynalewski. Er beteiligte sich am Januaraufstand und wurde inhaftiert. Nach seiner Entlassung ging er 1868 nach Wien, um an der dortigen Akademie der Künste sein Studium fortzusetzen. Mithilfe eines kaiserlichen Stipendiums studierte er folgend in München, wo er sich dauerhaft niederließ. Hier entwickelte er seinen traditionellen Malstil. Kozakiewicz war aktives Mitglied der polnischen Künstlerszene um Józef Brandt in München; mit Roman Kochanowski war er befreundet. Im Jahr 1900 kehrte er nach Polen zurück und lebte fünf Jahre lang in Warschau. Schließlich zog er nach Szczawnica.
Kozakiewicz malte historische Szenen (darunter vom Januaraufstand), Landschaften und Porträts. Daneben entstanden farbenfrohe und folkloristische Gemälde aus dem ländlichen Dorfleben, häufig werden dort Zigeuner und Juden thematisiert. Seine Bilder wurden verschiedentlich auf Ausstellungen prämiert, so in Wien, München und Berlin. Viele Käufer kamen aus Deutschland, Österreich, England und den USA.